# ヒモサボテン属
ヒモサボテン属は、サボテン科の常緑多年草。メキシコから中南米原産。通称サンカクサボテン、園芸では三角柱、百連閣（ビャクレンカク）などの名でも呼ばれ、中国語名の量天尺（リョウテンシャク）の名でも知られる。

## 特徴
ヒモサボテン属の果実はピタヤ（ピターヤ、ドラゴンフルーツ）の名で知られている。ヒモサボテン属の果実を総称しピタヤと呼び、ドラゴンフルーツはピタヤの一品種Hylocereus undatusの果実に付けられた商品名である。それ以外の品種の果実も果皮の黄色いイエローピタヤ、果肉の赤いレッドドラゴンフルーツなどの名称で流通している。
ヒモサボテン属のサボテンは、果実には種ごとに色や味など特筆できる差異があり、育て方にも難易の違いがあるが、その植物や花の概観には大きな違いは現れない。日本ではヒモサボテン属のサボテンは主に観賞目的、あるいは他のサボテンを接木するための台として園芸栽培されている。そのため果実の収穫を目的としない日本でヒモサボテン属の種ごとの標準和名は付いていない。通称の「サンカクサボテン」か、その他の園芸名で呼称されている。
園芸で人気のゲッカビジン（クジャクサボテン属）とは近縁種であるため、植物の概観や花がよく似ている。ゲッカビジンにもドラゴンフルーツにそっくりな赤い果実が実り、そちらも食べることが出来る。ただしゲッカビジンは受粉を助ける動物が日本に生息しないため、果実を実らすには人工授粉の必要がある（詳細はゲッカビジンの項目参照）。同様の理由から日本で観賞用に植えられたサンカクサボテンが開花をしても、結実するのを見る機会はほぼ無い。
接木の台木として扱われる時は三角柱の名で呼ばれることが多い。成長がきわめて早く生産性が高いため緋牡丹（ギムノカリキウム属の葉緑素を欠いたアルビノ）などの廉価な接木苗に多用されるが、耐寒性が無く寿命も短いという大きな欠点もあり、接ぎ穂の延命には別の台木に直し接ぎか、切って地面に植える接ぎ降ろし（緋牡丹では不可だが例えば緋牡丹錦・牡丹丸などの葉緑素を持つ同系統の品種では行われる)か、あるいは消耗品的に割り切る必要がある。
本項の写真にもあるとおりかなり大きな果樹に育つが、日本では南西諸島や小笠原諸島を除けば無加温での越冬は困難なため、多数の果実を収穫できるほどの大株に育てることは難しい。実生で種子から育成すること自体は容易で、フルーツとして市販されている生果に無数に混じっている種の食べ残しからでも15℃以上くらいの温度と水気を保てばすぐに発芽し生育を始める。

## ヒモサボテン属の種
- Hylocereus undatus - アメリカ大陸に広く分布しており正確な原産地不明、H. ocamponisとH. escuintlensis交配品種の可能性有り。縁は尖っていない波形状、緑色の葉柄。花は25-30 cm長。赤い果皮、白い果肉の果実（ドラゴンフルーツ、Red Pitaya）　ピタヤの中で一番栽培量が多い。

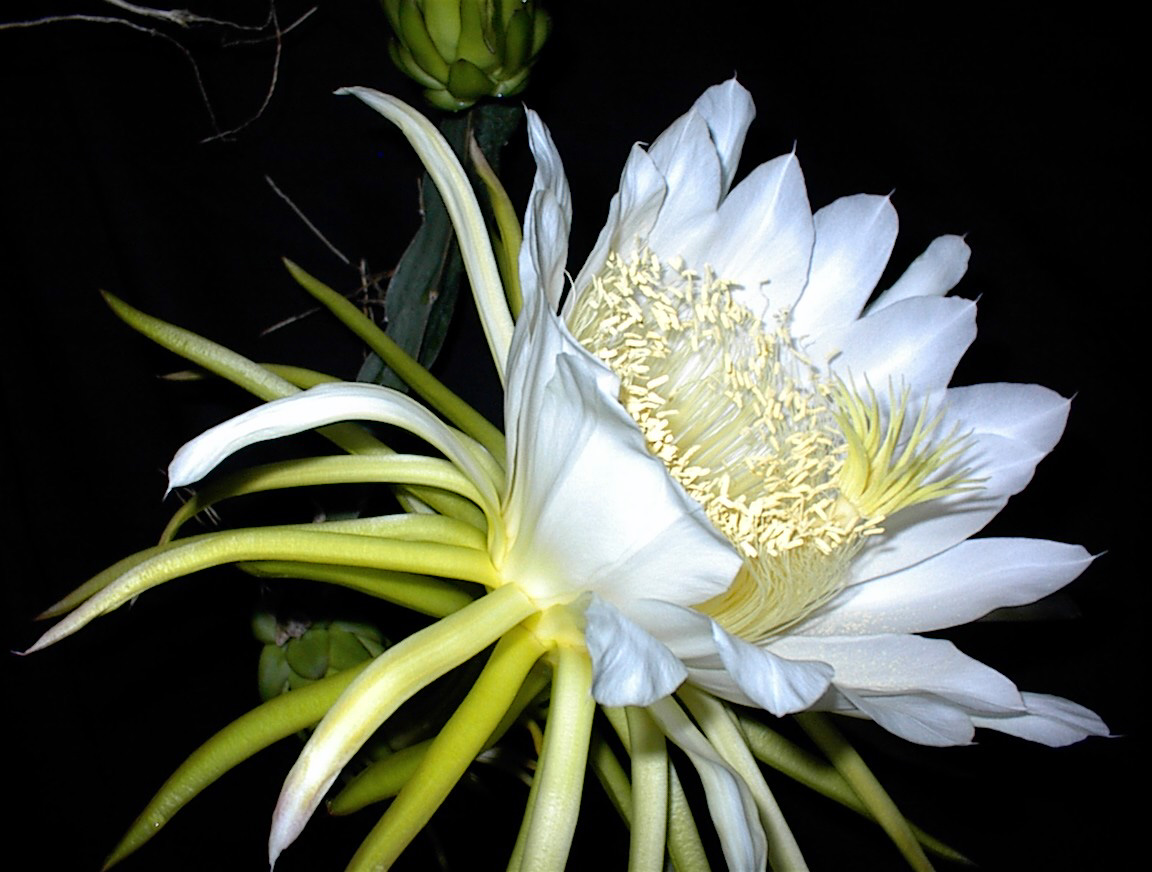
H.undatusの花
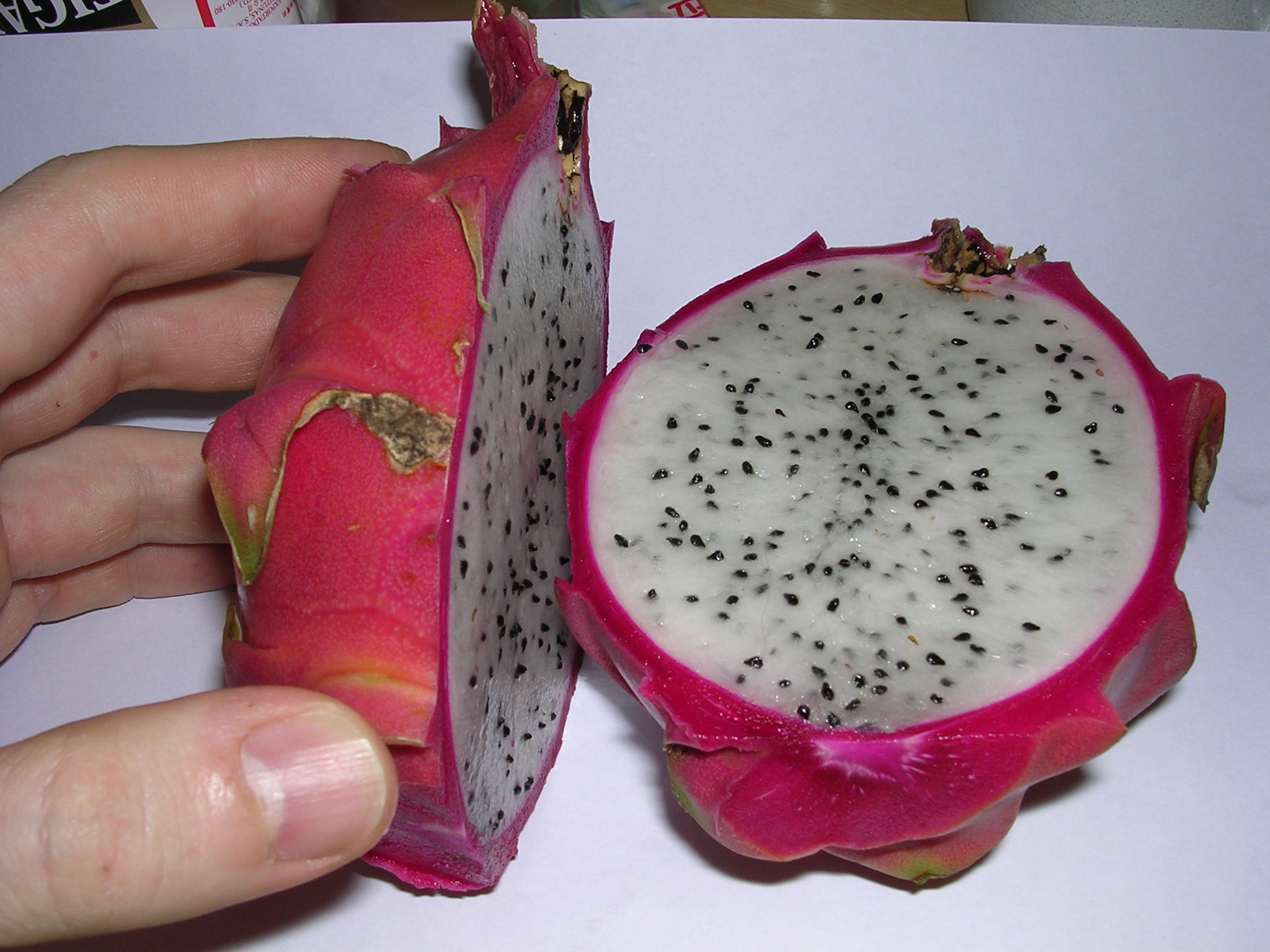
果実（白い果肉のドラゴンフルーツ）
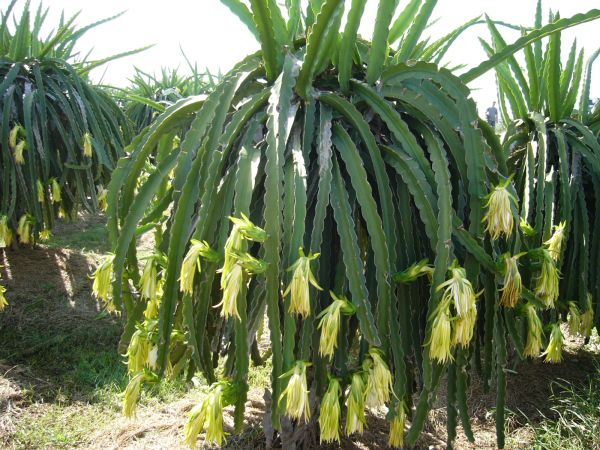
植物

- Hylocereus costaricensis - ニカラグアからペルー原産。白いろう状の葉柄。花は30 cm長、通常縁が紫の大きな苞葉。赤い果皮、赤い果肉の果実（レッドドラゴンフルーツ、Purple Pitaya）

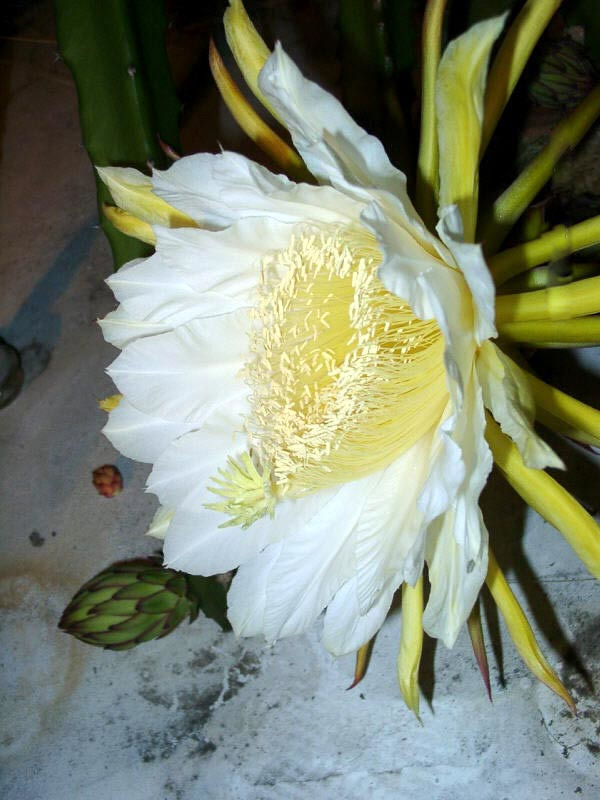
H.costaricensisの花
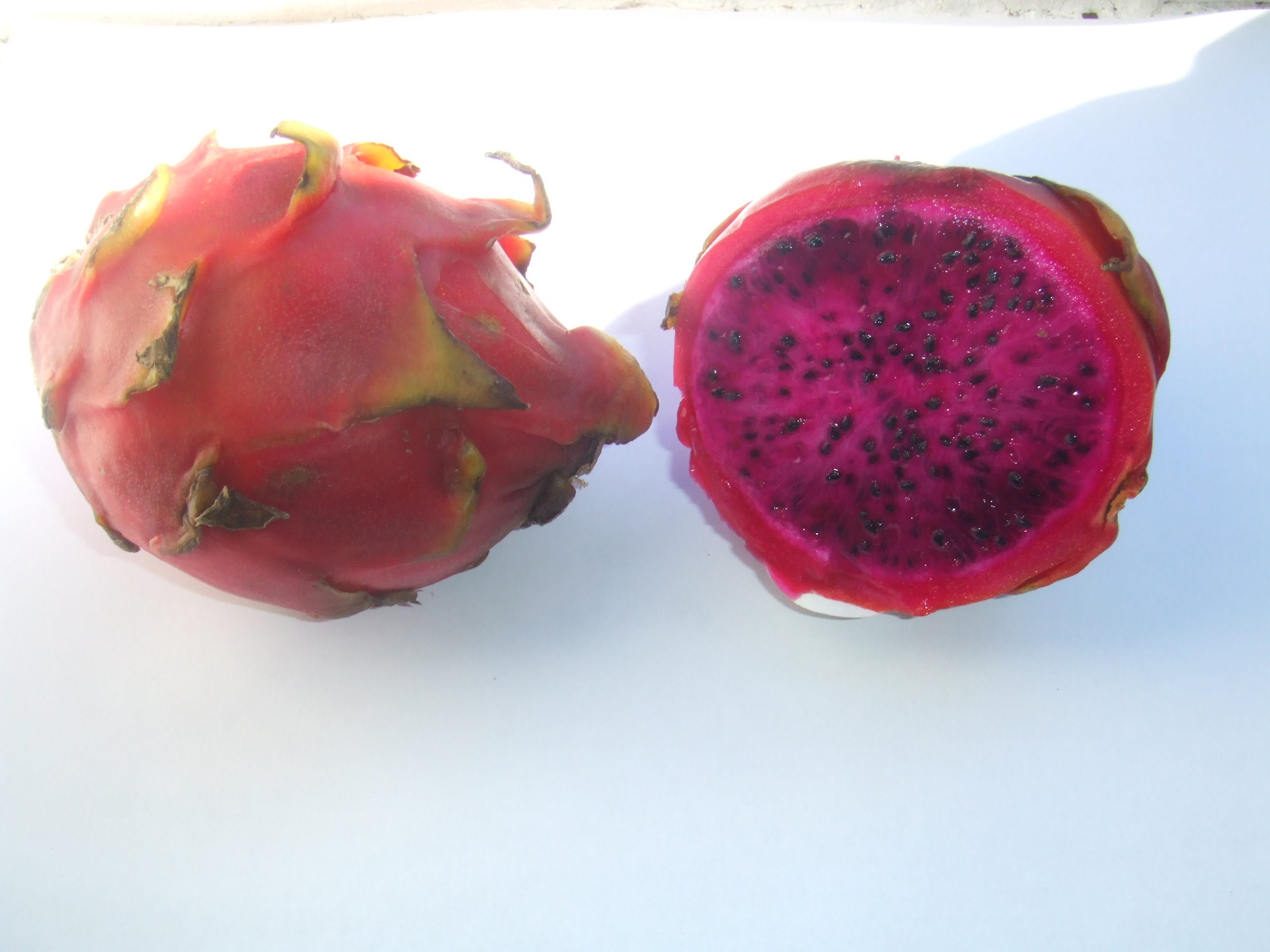
果実（赤い果肉のドラゴンフルーツ）

- Selenicereus megalanthus - 花は30-38 cm長、ゲッカビジンに似る。黄色い果皮、白い果肉の果実（ピタヤ、Yellow Pitaya）

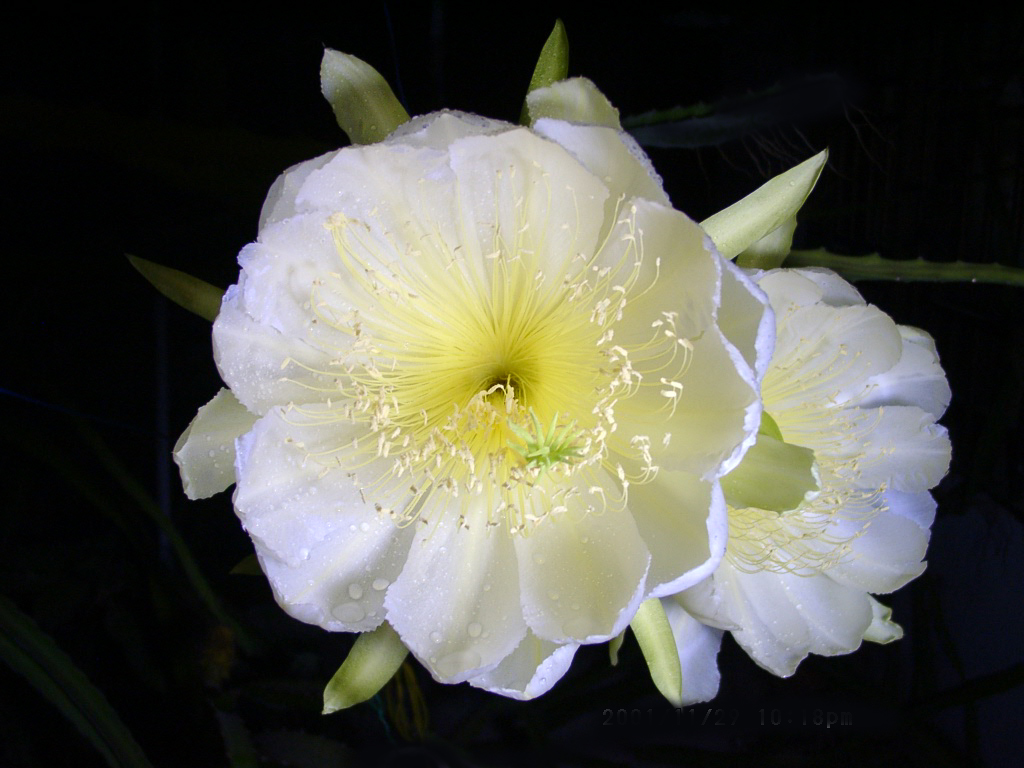
S.megalanthusの花
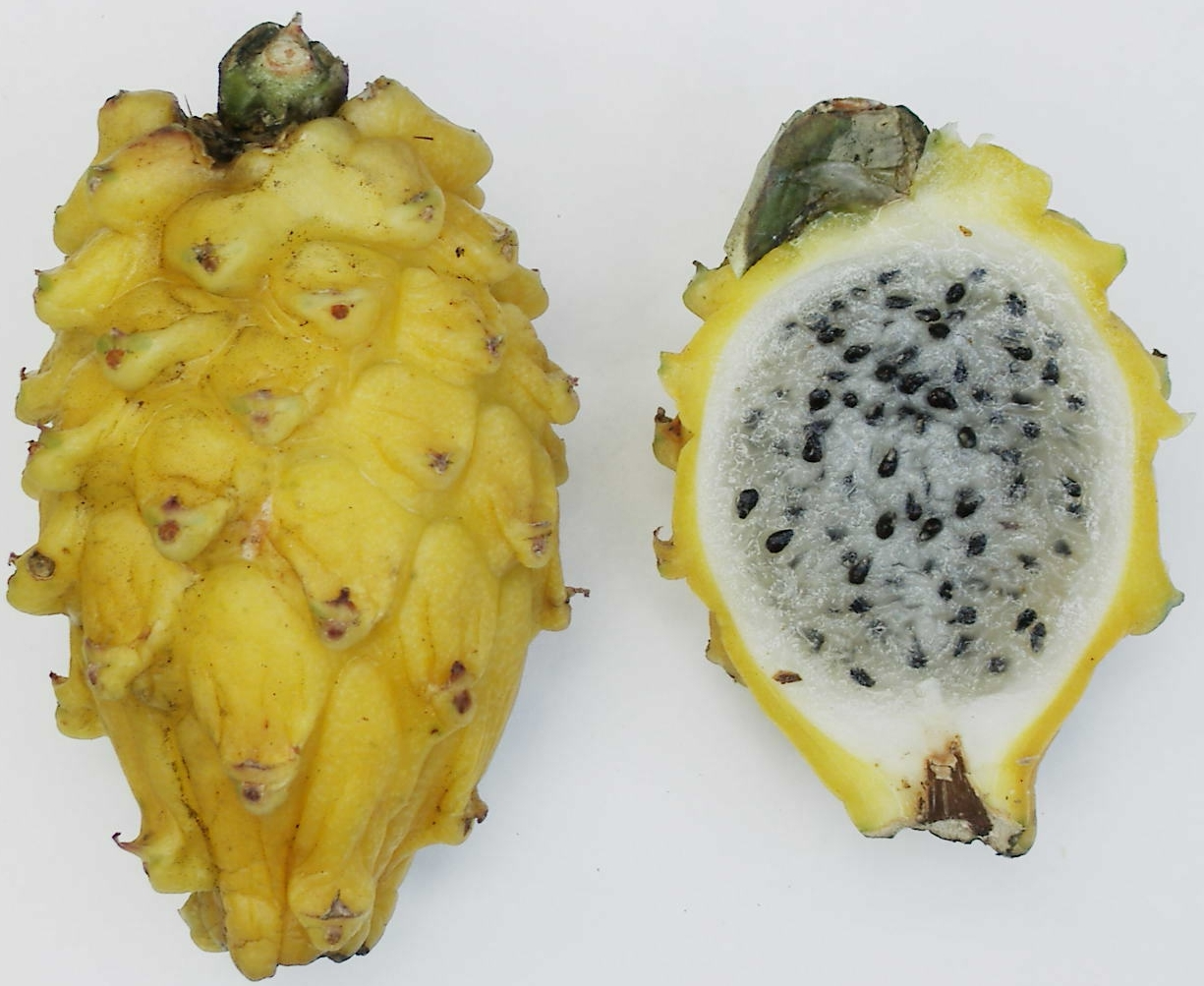
果実（ピタヤ）

- Hylocereus calcaratus - コスタリカ原産。特徴的な丸い突起のある緑色の葉柄。花は35-37 cm長、20-30 cm幅。
- Hylocereus escuintlensis - ガテマラ原産。白い粉を帯びない緑色の葉柄。茶色の苞葉。花は28-31 cm長、24-36 cm幅。
- Hylocereus minutiflorus - ガテマラ、ホンジュラス原産。花は5 cm長、8-9 cm幅、軸に棘。
- Hylocereus monacanthus(Hylocereus lemairei含む) - コスタリカから南アメリカ北部原産。灰色から緑色の葉柄。